# Západní Flandry
Západní Flandry (nizozemsky West-Vlaanderen, francouzsky Flandre Occidentale) jsou nejzápadnější belgická provincie a nacházejí se ve Vlámském regionu.
Jako jediná z belgických provincií leží Západní Flandry na pobřeží Severního moře, které je vymezuje na severozápadě.
Kromě toho sousedí na severovýchodě s Nizozemskem, na východě s belgickými provinciemi Východní Flandry a Henegavsko a na jihu a jihozápadě s Francií.
Povrch provincie je nížinatý; nejvyšší bod je vrch Kemmelberg s nadmořskou výškou 156 m.
Rozloha činí 3 144 km² a počet obyvatel je 1 141 866 (1. ledna 2006).
Mezi nejvýznamnější turistické cíle v Západních Flandrech patří historická města jako Bruggy nebo Ypry, ale také pobřeží Severního moře.
Podél něj se táhne pobřežní tramvajová trať, která vede z De Panne u francouzských hranic přes Ostende do Knokke-Heist blízko hranice s Nizozemskem.

## Administrativní uspořádání
Provincie Západní Flandry se dělí na 8 okresů (nizozemsky arrondissementen) a zahrnuje 64 obcí. Hlavním městem jsou Bruggy.
| Arrondissement | Arrondissement Bruggy | Arrondissement Diksmuide                                                                            | Arrondissement Kortrijk | Arrondissement Ostende                                                                                  |
| Počet obyvatel | 273 826 | 48 329                                                                                              | 277 323 | 146 893                                                                                                 |
| Obce           | - Beernem - Blankenberge - Bruggy (Brugge) - Damme - Jabbeke - Knokke-Heist - Oostkamp - Torhout - Zedelgem - Zuienkerke | - Diksmuide - Houthulst - Koekelare - Kortemark - Lo-Reninge                                        | - Anzegem - Avelgem - Deerlijk - Harelbeke - Kortrijk - Kuurne - Lendelede - Menen - Spiere-Helkijn - Waregem - Wevelgem - Zwevegem | - Bredene - De Haan - Gistel - Ichtegem - Middelkerke - Ostende (Oostende) - Oudenburg                  |
| Arrondissement | Arrondissement Roeselare                                                                                                 | Arrondissement Tielt                                                                                | Arrondissement Veurne | Arrondissement Ypry                                                                                     |
| Počet obyvatel | 141 865 | 88 500                                                                                              | 58 620 | 104 459                                                                                                 |
| Obce           | - Hooglede - Ingelmunster - Izegem - Ledegem - Lichtervelde - Moorslede - Roeselare - Staden                             | - Ardooie - Dentergem - Meulebeke - Oostrozebeke - Pittem - Ruiselede - Tielt - Wielsbeke - Wingene | - Alveringem - De Panne - Koksijde - Nieuwpoort - Veurne                                                                            | - Heuvelland - Langemark-Poelkapelle - Mesen - Poperinge - Vleteren - Wervik - Ypry (Ieper) - Zonnebeke |